# هیروشی کاجییاما (ژیمناست)
هیروشی کاجییاما (انگلیسی: Hiroshi Kajiyama؛ زادهٔ ۱۳ ژوئن ۱۹۵۳) ژیمناست هنری اهل ژاپن است.